# Anna Euphemia Morgan

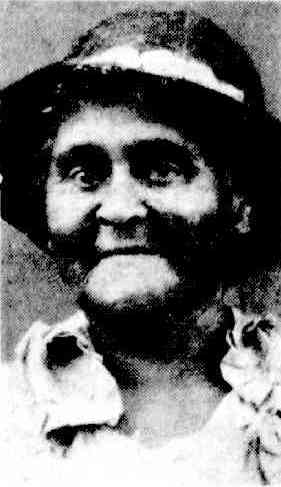
Anna Euphemia Morgan, um 1935

Anna Euphemia Morgan (* 7. Oktober 1874 in Victoria, Australien; † 1. August 1935 in Coldstream (Victoria), Australien) war eine australische Aktivistin der Aborigines.

## Leben und Werk
Morgan wurde 1874 in der Ebenezer-Missionsstation im Nordwesten von Victoria als Tochter der Aborigines Nathan Bowden und seiner Frau Margaret geboren. 1859 war die Missionsstation von der protestantischen Herrnhuter Brüdergemeine als eine von acht Missionen in Australien gegründet worden. 1885 arbeitete Morgan in der Region Wimmera als Hausangestellte. Um 1894 zog sie nach New South Wales in die Nähe der Cummeragunja Station, wo sie als Dienerin arbeitete. 1899 heiratete sie den Arbeiter Caleb Morgan (um 1874–1943), mit dem sie drei Kinder bekam.
1888 wurden den Bewohnern von Cummeragunja landwirtschaftliche Blöcke zur Selbstversorgung zugeteilt, und ihr Ehemann erhielt 12 ha Land. 1907 hob das Aborigines Protection Board in New South Wales die Landbesitzvereinbarung auf, damit alle Gewinne an das Board gingen. Ihr Ehemann protestierte gegen diese neue Anordnung und wurde aus Cummeragunja ausgewiesen. Sie reiste mit der Familie sofort ab, und sie ließen viele ihrer Besitztümer zurück. Als sie einige Monate später zurückkehrten, um diese abzuholen, wurde ihr Ehemann angeklagt und vierzehn Tage lang gefesselt. Die Familie zog dann nach Wagga Wagga, wo Caleb Morgan als Landarbeiter arbeitete. 1927 kehrten sie nach Victoria zurück, zuerst nach Swan Hill und dann nach Coldstream, einige Meilen von dem Aborigines-Reservat Coranderrk entfernt. 1930 beantragten die Morgans Unterstützung, die abgelehnt wurde, da sie als half-castes galten. Sie beantragte daraufhin eine Commonwealth-Rente, war jedoch aufgrund ihrer Einstufung als Aborigine erfolglos.
Nach dieser Erfahrung engagierte sie sich in einer Kampagne für die Gleichberechtigung der Aborigines. Sie veröffentlichte im September 1934 einen Artikel in Labour Call, wo sie die Geschichte eines Lebens erzählte, das durch staatliche Vorschriften eingeschränkt wurde, und artikulierte Forderungen nach Gerechtigkeit und Gleichheit. In einer Serie des Radiosenders in Melbourne erzählte sie Geschichten, die von ihrer Großmutter weitergegeben worden waren. Sie konnte so ihre öffentliche Bekanntheit nutzen, um auf ihre politischen Botschaften aufmerksam zu machen.
Sie trat der Australian Aborigines League bei und besuchte 1935 den Innenminister als Teil einer Delegation, die um Bildung für Aborigines bat. In demselben Monat sprach sie auch auf einer Sitzung des Internationalen Komitees zum Frauentag.
Anna Morgan starb am 1. August 1935 im Alter von 60 Jahren in Coldstream an einer akuten Niereninfektion und wurde auf dem Friedhof von Melbourne beigesetzt.